# سباستین هایتزمن
سباستین هایتزمن (انگلیسی: Sébastien Heitzmann؛ زادهٔ ۱۱ سپتامبر ۱۹۷۹) بازیکن فوتبال اهل فرانسه است.
از باشگاه‌هایی که در آن بازی کرده‌است می‌توان به باشگاه فوتبال والنسین، باشگاه فوتبال استاد رنس، باشگاه فوتبال دیژون، باشگاه فوتبال اوسر، و باشگاه ورزشی آمیان اشاره کرد.